# Björkvattnet, Lappland
Björkvattnet (Stor-Björkvattnet och Lill-Björkvattet) är två sammanhängande sjöar i Lappland. Björkvattnet avvattnas till Umeälven.
Björkvattsdalen är av riksintresse för kulturmiljövården.